# Schwalbe Classic 2020
La 15e édition de la Schwalbe Classic (auparavant Down Under Classic) a lieu le 19 janvier 2020, à Adélaïde, en Australie. Ce critérium a eu lieu deux jours avant le début du Tour Down Under. La course s'est terminée par un sprint massif et a été remportée par l'Australien Caleb Ewan qui a parcouru les 50,6 kilomètres en 1 h 4 min 29 s. Il est suivi dans le même temps par les Italiens Elia Viviani et Simone Consonni.

## Présentation

### Parcours
Le parcours est un circuit long de 2,3 kilomètres situé à Adélaïde, à parcourir à vingt-deux reprises dans le sens anti-horaire, pour un parcours total de 50,6 kilomètres.

### Équipes
Les dix-huit UCI WorldTeams participent à cette Down Under Classic, ainsi qu'UniSA-Australia qui est une sélection nationale d'Australie.
| WorldTeams (19)- AG2R La Mondiale - Astana - Bahrain McLaren - Bora-Hansgrohe - CCC Team - Cofidis - Deceuninck-Quick Step - EF Pro Cycling - Groupama-FDJ - Israel Start-Up Nation - Lotto Soudal - Mitchelton-Scott - Movistar Team - NTT Pro Cycling - Ineos - Jumbo-Visma - Team Sunweb - Trek-Segafredo - UAE Team Emirates Équipe nationale sponsorisée- UniSA-Australia |
| |

## Classements
| \| Classement général \| Classement général \| Classement général \| Classement général \| Classement général \| \| Coureur \| Coureur \| Pays \| Équipe \| Temps \| \| ------------------ \| -------------------- \| ------------------ \| --------------------- \| ------------------ \| \| 1er \| Caleb Ewan \| Australie \| Lotto-Soudal \| 1 h 04 min 29 s \| \| 2e \| Elia Viviani \| Italie \| Cofidis \| + 0 s \| \| 3e \| Simone Consonni \| Italie \| Cofidis \| + 0 s \| \| 4e \| Jasper Philipsen \| Belgique \| UAE Team Emirates \| + 0 s \| \| 5e \| Kristoffer Halvorsen \| Norvège \| EF Pro Cycling \| + 0 s \| \| 6e \| Alberto Dainese \| Italie \| Team Sunweb \| + 0 s \| \| 7e \| Michael Mørkøv \| Danemark \| Deceuninck-Quick Step \| + 0 s \| \| 8e \| Sam Welsford \| Australie \| UniSA-Australia \| + 0 s \| \| 9e \| Christopher Lawless \| Royaume-Uni \| Team Ineos \| + 0 s \| \| 10e \| Giacomo Nizzolo \| Italie \| NTT Pro Cycling \| + 0 s \| |                      |             |                       |                 |
| |                      |             |                       |                 |
| Source : Cycling Archives |                      |             |                       |                 |
| Classement général |                      |             |                       |                 |
| Coureur | Coureur              | Pays        | Équipe                | Temps           |
| 1er | Caleb Ewan           | Australie   | Lotto-Soudal          | 1 h 04 min 29 s |
| 2e | Elia Viviani         | Italie      | Cofidis               | + 0 s           |
| 3e | Simone Consonni      | Italie      | Cofidis               | + 0 s           |
| 4e | Jasper Philipsen     | Belgique    | UAE Team Emirates     | + 0 s           |
| 5e | Kristoffer Halvorsen | Norvège     | EF Pro Cycling        | + 0 s           |
| 6e | Alberto Dainese      | Italie      | Team Sunweb           | + 0 s           |
| 7e | Michael Mørkøv       | Danemark    | Deceuninck-Quick Step | + 0 s           |
| 8e | Sam Welsford         | Australie   | UniSA-Australia       | + 0 s           |
| 9e | Christopher Lawless  | Royaume-Uni | Team Ineos            | + 0 s           |
| 10e | Giacomo Nizzolo      | Italie      | NTT Pro Cycling       | + 0 s           |